# Schokoladenkuchen

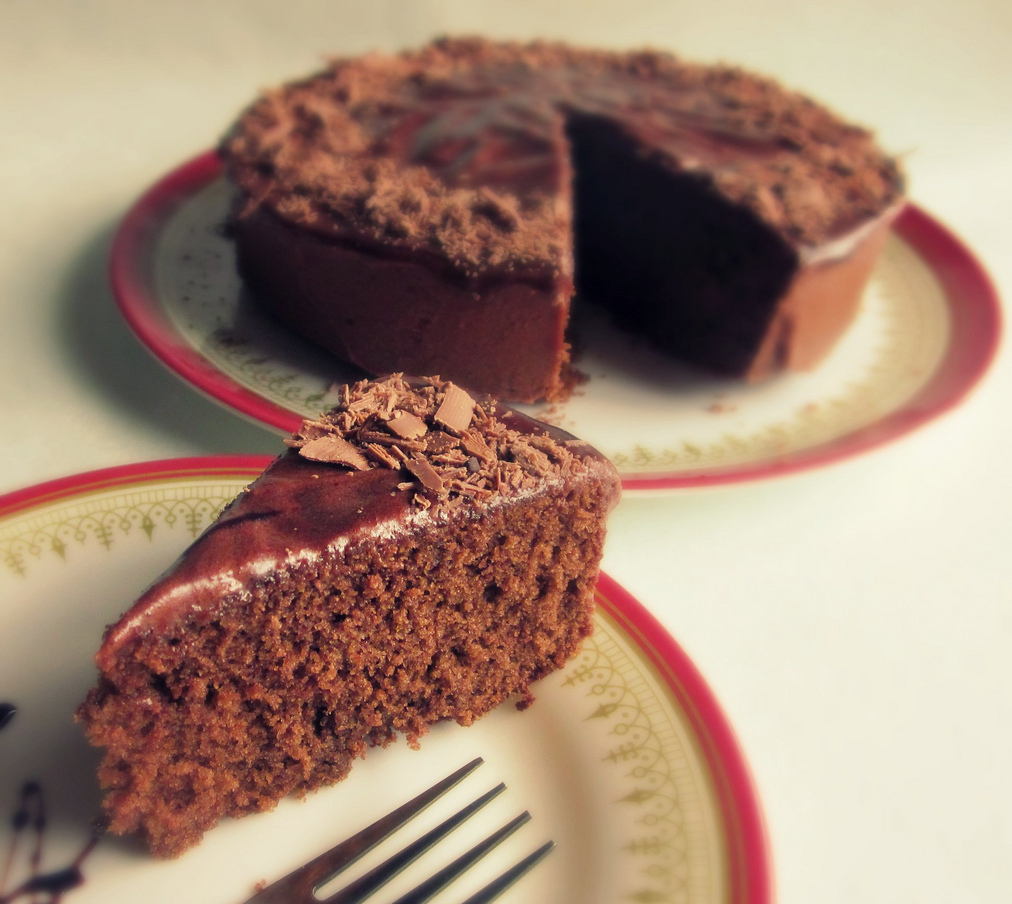
Kuchenstück eines Schokoladenkuchens

Als Schokoladenkuchen (abgekürzt Schokokuchen; auch Schokoladekuchen) bezeichnet man unterschiedliche Kuchen, die mit Kakaoprodukten oder Schokolade zubereitet wurden.

## Definition
Es gibt keine allgemeingültige Auffassung, was ein Schokoladenkuchen ist. Das Lebensmittellexikon von Dr. Oetker beschreibt Schokoladenkuchen wie folgt: „[…]aus verschiedenen Massen, oft mittelschwere Rühr- bzw. Sandmassen, in langer oder runder Form hergestellter Kuchen mit vollständigem oder teilweisem Schokoladenüberzug (keine weiße Schokolade) oder einem geschmacksgebenden Anteil an Schokolade im Inneren.“

## Zutaten
Neben Weizenmehl, Stärke, Zucker, Butter oder Margarine und Eiern werden unterschiedliche Treibmittel wie Backpulver, Backsoda oder Mineralwasser verwendet. Als Kakaoprodukt sind entöltes Kakaopulver oder pulverisierte Trinkschokolade möglich, oder auch geschmolzene oder fein zerkleinerte Schokolade (gerieben oder gehackt). Bei einigen Rezepten wird der Teig zusätzlich mit gemahlenen Mandeln, Hasel- oder Walnüssen verfeinert. Für die – nicht in jedem Fall notwendige – Glasur verwendet man typischerweise Kuvertüre, es sind aber auch Varianten aus geschmolzener Tafelschokolade möglich. Teilweise werden sie durch Milcherzeugnisse, Kakaobutter, Palmöl ergänzt. Andere Arten von Dekoration sind möglich (z. B. Schokoladenstreusel oder geriebene Schokolade, Kokosraspeln). Eine Aromatisierung mit Spirituosen (Rum, Weinbrand, Likör oder entsprechende Ersatzstoffe) ist teilweise üblich.

## Varianten

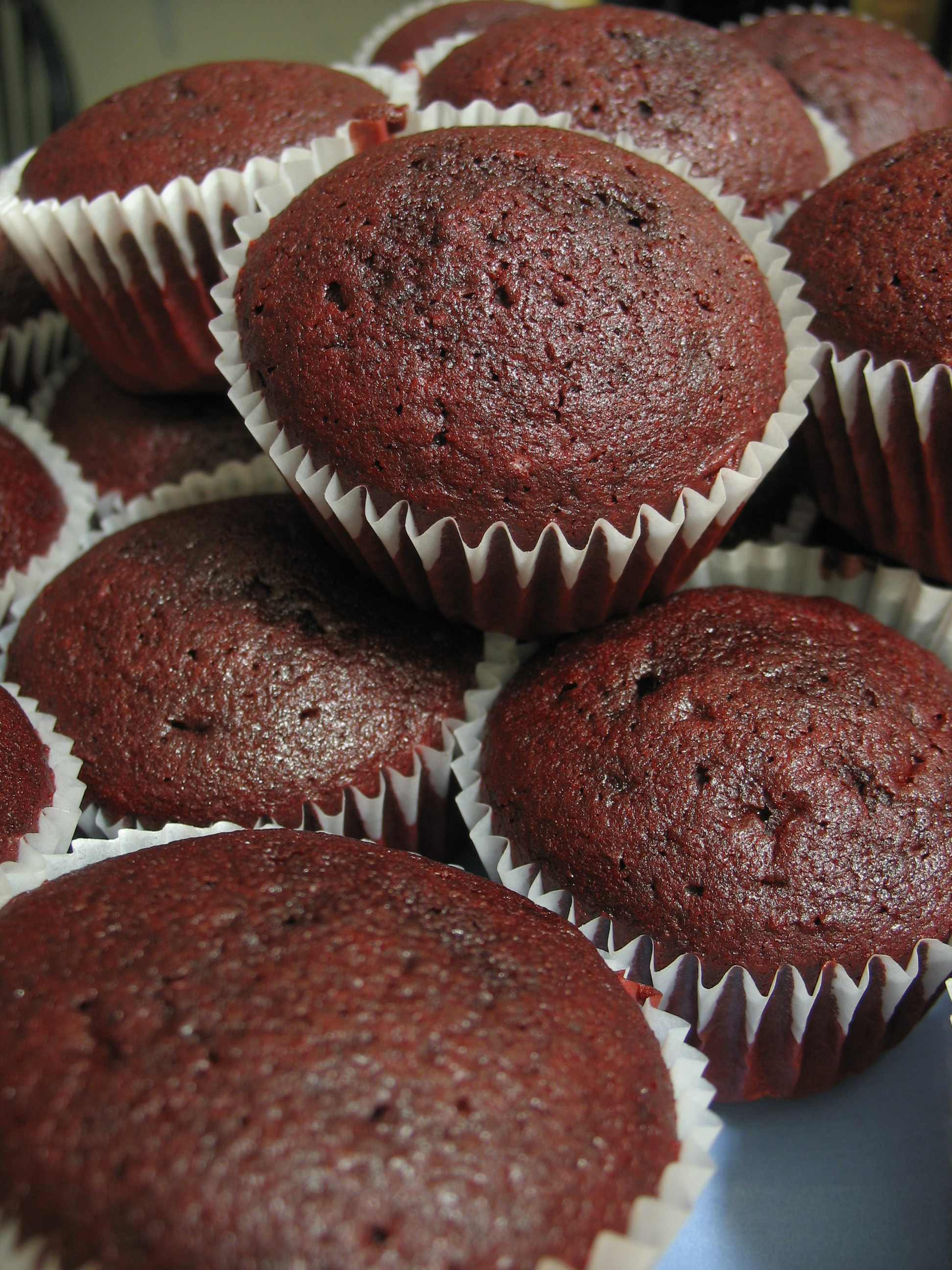
Portionierte Schokoladenkuchen

Man unterscheidet folgende Gruppen von Backwaren:
- Rührkuchen, wie Herrenkuchen, Selterskuchen
- Blechkuchen
- Rührkuchenschnitten, wie Brownies

Umgangssprachlich werden die Begriffe Schokoladenkuchen und Schokoladentorte wechselseitig synonym verwendet. Hauptmerkmal einer Torte ist neben der runden Form die abwechselnde Schichtung von Tortenböden (teilweise in der Rezeptur dem Schokoladenkuchen ähnlich) und Cremes. Diese können auch Schokolade enthalten, beispielsweise Schokoladenpudding, Nougatcreme, Buttercreme mit Kakao. Ebenso werden solche Cremes zur Glasur von Schokoladenkuchen verwendet, was zu einer Annäherung führt. Ein Beispiel für eine bekannte Schokoladentorte ist die Herrentorte.